# 慈儀王后
慈儀王后（？—681年）金氏，又作慈義王后、慈訥王后，新羅第30代君主文武王的夫人，第31代君主神文王的母亲。
慈儀王后是波珍湌金善品的女儿，金仇輪的孙女，真兴王的曾孙女。嫁给了真兴王的玄孙金法敏（真智王的曾孙、金龙春的孙子、武烈王金春秋的儿子）。武烈王二年（655年）三月，立元子金法敏爲太子，慈儀夫人为太子妃。武烈王八年（661年），武烈王去世，金法敏即位，为文武王。太子妃为王妃，生下儿子金政明。文武王二十一年（681年），文武王去世，儿子金政明即位，为神文王。慈儀王后同年去世。

## 家族
- 祖父：金仇輪，真興王、思道夫人之子
- 祖母：寶華公主金氏，真平王、美室宮主之女
  - 父亲：金善品，第21代风月主
- 外祖父：菩利公，二花郞、叔明公主金氏之子，第12代风月主
- 外祖母：萬龍娘主金氏，貞肅太子、萬呼太后金氏之女
  - 舅父：禮元公，第20代风月主
  - 母亲：寶龍宮主金氏
    - 兄弟：金順元
    - 妹妹：金雲明
      - 侄子：金大門

    - 妹妹：夜明宮主金氏，文武王后宫
      - 外甥：仁明殿君

  - 公公：太宗武烈王金春秋
  - 婆婆：文明王后
    - 丈夫：文武王金法敏
      - 长子：昭明太子
      - 次子：神文王
      - 儿媳：废妃金氏、神穆王后
        - 孙子：孝昭王、圣德王

## 相关影视
《大王之梦》（KBS、2012年-2013年、崔圭贤）